# Vetřelci
Vetřelci (anglicky Aliens) je americký sci-fi film, který v roce 1986 natočil režisér James Cameron jako pokračování úspěšného filmu Vetřelec, ve kterém Ellen Ripleyová vrací zpět na měsíc LV-426, okupovanou vetřelci.
Protože rozpočet pro natočení filmu činil cca 20 milionů dolarů, byl snímek natáčen v Anglii v odstavené elektrárně a ve studiích společnosti Pinewood Studios. Vetřelci byli komerčně úspěšní, protože jenom v USA film vydělal $86 milionů. V celosvětovém měřítku se pak tržby vyšplhaly na $131 milionů.
Film byl nominován na celkem 7 Oscarů včetně nejlepšího ženského hereckého výkonu pro Sigourney Weaverovou. Film nakonec zvítězil v kategoriích Nejlepší střih zvukových efektů a Nejlepší vizuální efekty.

## Děj
Ellen Ripleyová (Sigourney Weaver), jediná přeživší z posádky kosmické lodi Nostromo, byla nalezena v hibernačním spánku ve svém únikovém modulu po 57 letech bloudění vesmírem a se smutkem se dozvídá, že její dcera Amanda zatím vyrostla, zestárla a zemřela (tato scéna je obsažena pouze ve speciální edici). Vyšetřovací komise společnosti Weyland-Yutani je velmi skeptická k jejímu výkladu o důvodech zničení kosmické nákladní lodi a v existenci vetřelce oficiálně nevěří. Mimo jiné také z důvodu, že planeta LV-426 je již řadu let terraformována a žije tam několik desítek rodin kolonistů. Ripleyová tak přijde o svou pilotní licenci a začne pracovat v docích jako řidička nakladačů zboží.
Mezitím na LV-426 rodina kolonistů se svými dětmi Timmym a Rebeccou, přezdívanou Newt, nalézají vrak ztroskotané lodi z původního filmu a oznamují tuto skutečnost správě kolonie Hadley's Hope, přičemž během průzkumu vraku je otec Newt napaden Facehuggerem (tato scéna je obsažena pouze ve speciální edici).
Později je Ripleyová navštívena zástupcem společnosti Weyland-Yutani, Carterem Burkem a důstojníkem USCM (US Colonial Marines) Gormanem. Oznámí jí, že společnost ztratila s kolonií na LV-426 jakýkoliv kontakt. Ripleyovou to moc nepřekvapí a spíše je udivená, že oba chtějí letět na planetu a ji vzít jako poradce. Ripleyová nejprve odmítne, ale když se stále probouzí s nočními můrami, nakonec se rozhodne letět.
Na planetu LV-426 míří loď Sulaco. Je to nejvhodnější dosažitelná loď. Její posádku, kromě Ripleyové, Gormana a Burka, tvoří ještě seržant Apone (Al Matthews), desátník Hicks (Michael Biehn), vojíni Vasquezová (Jenette Goldstein), Hudson (Bill Paxton) a android Bishop (Lance Henriksen). K Bishopovi chová Ripleyová, po zkušenostech s androidem Ashem na Nostromu, značnou nedůvěru.
Skupina doráží do kolonie a zjišťuje, že je opuštěná a značně poškozená. Nikde nejsou známky života, ale ani žádná těla mrtvých nebo krev. Zato jsou v ní známky boje a vyleptané díry. Výprava se tedy opevní v jednom z řídicích komplexů, kde také nachází dvojici živých Facehuggerů, kteří byli podle záznamů odstraněni z hostitelů, kteří zákrok nepřežili. Týmu se podaří objevit traumatizovanou Newt, která tvrdí, že všichni z kolonie jsou mrtví. Při prozkoumávání dat v počítači zjišťují, že větší počet kolonistů je pohromadě v jiné části komplexu – v generátoru atmosféry terraformačního zařízení. Ozbrojená skupina koloniální pěchoty (USCM) se vydává na průzkum. Když objevují první lidi, zjišťují, že jsou obaleni v kokonech. V ten moment začínají vetřelci útočit ze všech stran a při ústupu zahyne více než polovina týmu. Při zuřivém boji dojde k poškození chladicího zařízení jaderného reaktoru generátoru atmosféry, což je ve filmu důležitá zápletka.
Celá skupina, až na Burkeho, je rozhodnuta opustit neprodleně LV-426 a zničit základnu z oběžné dráhy za pomoci atomové bomby. Když jsou však přivoláni zbylí dva členové s výsadkovým modulem, který přistál mimo komplex, je infiltrován vetřelcem, a tak při příletu havaruje. Případnou pomoc je možné očekávat až za několik dní nebo týdnů a kromě vetřelců se objevuje problém se stabilitou terraformačního zařízení, které nevyhnutelně musí explodovat. Protože je komunikační zařízení poničeno, vydává se Bishop k centrálnímu řídícímu panelu na střeše, odkud může navést druhý výsadkový modul z lodi Sulaco z oběžné dráhy ke stanici.
Mezitím se zbytek skupiny opevňuje v části komplexu a je vystaven neustálému náporu desítek vetřelců. Impresivní je pohled na počítadla střeliva automatických střílen (tato scéna je obsažena pouze ve speciální edici). Burke se pokusí infikovat Ripleyovou a Newt vetřelci a dá jim do místnosti, kde spí, dva facehuggery. Vyjde najevo, že Burke má podobné tajné poslání, jaké měl Ash v prvním dílu. A nejen to. Společnost o vetřelci nejspíš věděla a čekala, že jimi budou kolonisté napadeni. Sám Burke je však zabit jedním z vetřelců při pokusu uniknout. Nebezpečná monstra však nachází cestu mimo opevněné chodby i zavařené dveře a zbytek přeživších musí z komplexu utéci. Při útěku zahyne Vasquezová a Gorman. Ačkoliv se Ripleyová s Hicksem dostávají za Bishopem k modulu, Newt unesou vetřelci. Ripleyová věří, že Newt ihned nezabijí a chtějí ji využít pro další zárodek, a tak se nechá vysadit v jiné části kolonie a vydává se ji hledat.
Vybavena plamenometem, pulzní puškou M41A, nachází Newt v místnosti plné vajec. Při odchodu s Newt zahlédne královnu, která klade vejce. Protože velkou část vajec zničí, vydává se rozzuřená královna za ní. Ripleyová na poslední chvíli stihne naskočit do modulu, který nemohl zůstat na nestabilní plošině kolabujícího komplexu, a tak se vzdálil – Ellen se tak spolu s diváky chvíli domnívá, že ji zradil další android.
Při vystoupení na Sulacu se zdá být po všem, ale najednou se objevuje královna, která se musela zachytit za modul, když odlétal z LV-426. Roztrhne Bishopa, Ripleyová unikne do vedlejší nákladové místnosti a Newt se schová pod mříže. Ripleyová si bere na pomoc nakládací hydraulický exoskeleton, se kterým se může postavit obrovské královně. Souboj se stane kultovní scénou filmu. Královnu se jí nakonec podaří shodit do přetlakové komory a nechá ji v dramatické scéně vyfouknout do vesmíru. Poté se Ripleyová, Newt, Hicks i Bishop ukládají zpět do hibernačního spánku.

## Produkce

### Původ a inspirace
Při kompletaci předprodukce filmu Terminátor roku 1983, režisér James Cameron diskutoval možnost tvorby dalšího dílu Vetřelce (1979) s produkčním Davidem Gilerem. Cameron, jakožto fanoušek filmu Vetřelec chtěl dát dohromady pokračování a tak po 4 dnech přeložil společnosti 20th Century Fox čtyřicetistránkový, první náčrt filmu Alien II, avšak schválení nedostal, protože první díl prý nevyprodukoval takový zisk, aby se natáčelo pokračování.
Díky 9měsíčnímu zpoždění Terminátora, které způsobilo Schwarzeneggerovo natáčení filmu Ničitel Conan, měl Cameron dostatek času na vypracování svého scénáře filmu Aliens. Během natáčení Terminátora dal Cameron dohromady cca devadesát stránek Vetřelců. Zástupci filmové společnosti byli překvapeni a slíbili mu, že pokud bude Terminátor úspěšný, bude moci režírovat Vetřelce.
Terminátor úspěšný byl a tak dostal Cameron spolu s Gale Anne Hurd povolení natočit pokračování filmu Vetřelec, které bylo plánováno na rok 1986. Camerona lákalo vytvořit trochu jiný svět vetřelce, který by se nedržel přesných konceptů prvního dílu a byl by více o boji: „Více teroru, méně hororu“. Sigourney Weaver o celém projektu zpočátku pochybovala, ale setkání s Cameronem jí přesvědčilo. 20th Century Fox ovšem odmítla podepsat s herečkou smlouvu kvůli financím a obrátila se na Camerona, zdali nemůže sepsat scénář bez postavy Ripleyové. Cameron to odmítl a díky jeho vytrvalosti nakonec společnost smlouvu se Sigourney Weaver podepsala a získala odměnu 1 milion dolarů, což bylo 30x více oproti prvnímu filmu.

### Speciální edice
Speciální edice filmu Vetřelci byla vydána roku 1992 na laserdiscu a VHS. Šlo o verzi filmu, která obsahovala celých sedmnáct, původně vystřižených, minut. Kromě scén s dodatečnými dialogy mezi postavami, které více prohlubují jednotlivé charaktery a vztahy mezi nimi, tato verze obsahuje i několik významných vystřižených sekvencí.
V jedné z nich Ripleyová zjišťuje, že její dcera Amanda zemřela věkem, přičemž tato scéna lépe objasňuje motivaci Ripleyové se vrátit zpět na LV-426 poté, co během vyšetřování zničení lodi Nostromo vyjde najevo, že kolonie Hadley's Hope je složena z rodin a zároveň její "mateřský" vztah k Newt. Další sekvence popisuje život kolonistů v Hadley's Hope ještě před útokem vetřelců, objevení vraku ztroskotané lodi z prvního filmu rodinou kolonistů (kteří jsou rodiči Newt) a její napadení Facehuggerem. Tato scéna vysvětluje, proč k napadení Hadley's Hope došlo právě v době, kdy byla nalezena Ripleyová, přestože kolonie existovala již zhruba 20 let. Rodina kolonistů (rodiče Newt) je vyslána k vraku ztroskotané lodi z původního filmu na přímý příkaz společnosti Weyland-Yutani, prostřednictvím Burkeho, na základě výpovědi Ripleyové před vyšetřovací komisí. V neposlední řadě stojí za zmínku vystřižené scény, ve kterých mariňáci používají k opevnění se v části komplexu automatické střílny, které likvidují útočící vetřelce bez přítomnosti obsluhy. Tato sekvence ukazuje, proč se vetřelci, neúspěšně útočící na opevněné mariňáky, rozhodnou změnit taktiku a napadnout je skrze stropní tunely ventilace.
Scény byly původně vystřiženy na přání 20th Century Fox, protože podle společnosti ukazovaly „příliš mnoho ničeho“, zpomalovaly děj filmu a zároveň zbytečně prodlužovaly délku filmu (film se tak mohl v kinech promítat méně často).

## Obsazení
| Sigourney Weaver  | Ellen Ripleyová          |
| Carrie Henn       | Rebecca, přezdívaná Newt |
| Michael Biehn     | Desátník Dwayne Hicks    |
| Paul Reiser       | Carter Burke             |
| Lance Henriksen   | Bishop                   |
| Bill Paxton       | Vojín William Hudson     |
| William Hope      | Poručík Scott Gorman     |
| Jenette Goldstein | Vojín Vasquezová         |
| Al Matthews       | Seržant Al Apone         |
| Mark Rolston      | Vojín Drake              |
| Ricco Ross        | Vojín Frost              |
| Colette Hiller    | Pilotka Ferrová          |
| Daniel Kash       | Druhý pilot Spunkmeyer   |
| Cynthia Scott     | Desátník Dietrichová     |
| Tip Tipping       | Vojín Crowe              |
| Trevor Steedman   | Vojín Wierzbowski        |

## Ocenění
Vetřelci byli nominováni na sedm cen Akademie. Kromě jiných:
- Nejlepší hudba
- Nejlepší zvukové efekty
- Nejlepší střih
- Nejlepší adaptovaný scénář

Film vyhrál 2 ceny (Nejlepší střih zvukových efektů a Nejlepší vizuální efekty). Sigourney Weaver získala její první nominaci na nejlepší ženský herecký výkon.
Snímek se dočkal také 4 nominací na ceny BAFTA a stal se vítězem v kategorii vizuálních efektů.
Získal celkem 8 cen Saturnu
- Nejlepší sci-fi film
- Nejlepší ženský herecký výkon (Sigourney Weaver)
- Nejlepší mužský herecký výkon vedlejší role (Bill Paxton)
- Nejlepší ženský herecký výkon vedlejší role (Jenette Goldstein)
- Nejlepší dětský herecký výkon (Carrie Henn)
- Nejlepší režie (James Cameron)
- Nejlepší scénář (James Cameron)
- Nejlepší zvláštní efekty (Stan Winston a L.A. Effects Group)

## Zajímavosti
- Scéna, kdy se odpočítává 15 minut do výbuchu, trvá ve skutečnosti se všemi střihy přesně 15 minut.
- Na konci snímků (titulků) je slyšet zvuk rozevírajícího se vejce.
- Proč se pokračování filmu Vetřelec (1979) nejmenovalo Vetřelec 2? Protože krátce po filmu Ridleyho Scotta se objevil italský snímek Alien 2: Sulla Terra (On Earth), se kterým nechtěl James Cameron nic mít.[3]
- Královnu vetřelců vymyslel sám Cameron. Model, který byl použit, byl 6 metrů vysoký a muselo jej obsluhovat 16 lidí. V současnosti je k vidění v muzeu sci-fi, které vlastní James Cameron.[3]
- Po filmu Vetřelci se objevil komiks, který navazoval na děj filmu a pokračoval příběhem Ripleyové, Bishopa, Newt a Hickse. Když byl později natočen film Vetřelec 3, autoři komiksu změnili postavám jména, aby si neodporoval s oficiální historií.[10]
- Kulisy v Pinewood Studios byly použity také pro film Batman (1989), který se zde natáčel o 3 roky později, při natáčení scén v továrně Axis Chemicals, kde Joker spadne do nádrže s kyselinou.[3]
- Fiktivní pulzní puška Armat M41A z filmu je popisována jako vzduchem chlazená 10 mm pulzní útočná puška, základní zbraň vojáků sborů U.S. Army a U.S. Colonial Marine Corps. Od roku 1986, kdy se objevil film Vetřelci v kinech, se stala jednou z nejznámějších zbraní sci-fi filmů a ikonou futuristických zbraní. Kromě Vetřelců se také objevila i v pokračování Vetřelec³ a také i ve filmech zcela jiných sérií (např. Terminátor), byť jen okrajově. Také ji lze spatřit i v některých seriálech, jako například Simpsonovi, nebo Městečko South Park. Zbraň navrhl sám režisér Vetřelců James Cameron; inspiroval se různými zbraněmi druhé světové války, mezi které se řadí například Thompson M1A1.[11]
- Natáčelo se ve Velké Británii a James Cameron s místním štábem zažíval opakované rozepře, což nakonec vyústilo k výměně kameramana, přičemž Dicka Bushe nahradil Adrian Biddle.[12]
- Kromě kameramana James Cameron krátce po startu produkce "přeobsazoval" i postavu Dwayna Hickse. Původně ji hrál James Remar a pár záběrů "zezadu" s ním ve filmu zůstalo, zbytek se přetáčel s Michaelem Biehnem, kterého režisér povolal díky zkušenosti z natáčení Terminátora.[12]
- James Horner měl na složení a nahrání hudby, oproti původně domluveným 6 týdnům, v podstatě 2 týdny, protože James Cameron neustále prováděl různé změny. Jejich komplikovaná spolupráce nakonec vyústila v desetiletou "odmlku", ukončenou až Titanicem.[12]
- Veřejně publikované "zklamání" H. R. Gigera z neúčasti na projektu režisér vyřešil dopisem, ve kterém se vyznává z obdivu k jeho dílu a přiznává, že jeho práce byl primární impuls, proč se o Vetřelce začal zajímat, nicméně jako autorský tvůrce chtěl do projektu přinést vlastní vizi a tvůrčí invenci.[12]
- Původně si měl Terminátora zahrát Lance Henriksen, než byl nahrazen Arnoldem Schwarzeneggerem. Nakonec si u režiséra robota, podobného člověku, přece jen zahrál v tomto filmu a navíc šlo o kladnou postavu.[12]
- Herci, kteří ztvárnili jednotku koloniální pěchoty, před natáčením prošli vojenským výcvikem. Sigourney Weaver s Paulem Reiserem se naproti tomu výcviku záměrně neúčastnili. James Cameron tím chtěl "odcizit" oba herce a tím pádem i postavy, zbytku komanda, což se pak projevilo i na plátně. Podobný "trik" použil o dekádu později i Steven Spielberg během produkce filmu Zachraňte vojína Ryana, kdy Matt Damon také netrénoval s ostatními.[12]
- Jenette Goldstein dorazila na casting s vysokými podpatky, make-upem a upraveným účesem, protože předpokládala, že film bude pojednávat o ilegálních přistěhovalcích ve Velké Británii. Později uvedla, že původní film samozřejmě znala, ale bylo to dlouho po jeho premiéře a o připravovaném filmu vlastně nic nevěděla, protože v té době neměla agenta. James Cameron následně na tuto historku odkázal přímo ve scénáři.[12]